# Elefanter på landet
Elefanter på landet er en dansk dokumentarfilm fra 1954 instrueret af Erling Wolter og efter manuskript af Erik Kragh.

## Handling
Filmen er for mindre børn og viser, hvordan elefanterne fra cirkus bor "på landet" om vinteren, når cirkus ligger stille; man følger dyrene en dag igennem og ser dem ved morgentoilettet og på badeturen til stranden og oplever dyrlægens besøg. Elefanterne skal også i skole for at lære cirkuskunster.